# Čierna nad Tisou
Čierna nad Tisou (în maghiară Tiszacsernö) este un oraș din Slovacia cu 5.226 locuitori. Orașul este un port pe râul Tisa și se află în estul țării foarte aproape de punctul de graniță comună între Slovacia, Ucraina și Ungaria.

## Demografie
| An:                | 1994 | 2004    | 2014    | 2024   |
| ------------------ | ---- | ------- | ------- | ------ |
| Număr de persoane: | 5032 | 4390    | 3683    | 3367   |
| Diferență:         |      | −12,75% | −16,10% | −8,57% |

| An:                | 2023 | 2024   |
| ------------------ | ---- | ------ |
| Număr de persoane: | 3406 | 3367   |
| Diferență:         |      | −1,14% |